# Candide
För musikalen/operetten baserad på boken, se Candide (operett).
Candide eller Optimismen (franska: Candide, ou l'Optimisme) är en satirisk pikareskroman och idéroman av Voltaire, under pseudonymen Docteur Ralph, utgiven första gången år 1759. Den driver med den samtida tänkaren Leibniz och hans budskap att vi lever i "den bästa av världar". Han säger även emot kyrkan och dess ideal.

## Handling
Candide börjar med en yngling, som bor på baronen Thunder-ten-Tronckhs gods i Tyskland. Senare, när Candide påträffas kyssande med slottsfröken (sin kusin) Kunigunda, sparkar baronen ut honom. Han tvångsvärvas till den bulgariska armén.
Därefter får läsaren reda på lite om krigets slaktande utifrån Candides synvinkel. Efter det träffar han sin gamle magister, filosofen Pangloss, från slottet. På en resa till Sydamerika finner Candide drömlandet Eldorado där alla är lyckliga. Men ändå väljer han att resa vidare eftersom han inte kan leva utan Kunigunda. Han finner henne till slut, men då har hon råkat ut för "massakrer", våldtäkter och prostitution och har blivit argsint och ful. Av plikt gifter han sig med henne ändå på en liten gård, där de bor tillsammans med Pangloss.
Pangloss har innerst inne delvis lagt ner sina tankar om att allt har en mening och att de lever i den bästa av världar, men han väljer att fortsätta få sin omgivning att tro att han är sin ursprungliga lärdom trogen. Candide tvivlar och deras diskussion avslutas med Candides kända replik: "Det är väl talat, men låt oss nu odla vår trädgård", "Il faut cultiver notre jardin".

## Budskap
Boken driver med den samtida tänkaren Leibniz, i boken förkroppsligad av doktor Pangloss (av grekiska Πανγλωσσια, panglossia, "pratsjuka", "ordrikedom"). Pangloss hävdar – oavsett hur mycket elände huvudpersonen Candide (franska, "frispråkig" eller "den troskyldige", "godtrogen", "naiv") drabbas av – att de lever i "den bästa av världar" ("dans le meilleur des mondes possibles").
Voltaires slutpoäng är den motsatta (mot Pangloss budskap) – att man måste "odla sin trädgård". Detta var helt i linje med upplysningstidens utilitaristiska ideal. Detta förkunnade att bara genom hårt slit och nyttig verksamhet kunde man uppnå framgång, så filosofiskt svärmeri var därför ingenting värt. Voltaire är även mycket kritisk till klassamhället och kyrkan i denna bok.